# Acytolepis barneyi
Acytolepis barneyi är en fjärilsart som beskrevs av Corbet 1941. Acytolepis barneyi ingår i släktet Acytolepis och familjen juvelvingar. Inga underarter finns listade i Catalogue of Life.